# مجلس الولايات (سويسرا)
مجلس الولايات (بالألمانية: Ständerat، بالفرنسية: Conseil des Etats، بالإيطالية: Consiglio degli Stati، بالرومانشية: Cussegl dals Stadis) هو مجلس الأعلى للبرلمان الفدرالي السويسري. يمثل الكانتونات السويسرية بينما يمثل المجلس الوطني الشعب السويسري. تأسس من قبل الدستور الاتحادي عام 1848.